# Jakir Aharonow
Jakir Aharonow (ur. 28 sierpnia 1932 w Hajfie) – izraelski fizyk specjalizujący się w fizyce kwantowej oraz profesor uniwersytetów w USA i Izraelu. 
W 1998 roku otrzymał Nagrodę Wolfa z fizyki. W 1959 wraz z Davidem Bohmem odkrył efekt Aharonowa-Bohma, a w 2012 roku (wraz z m.in. Sandu Popescu) zjawisko kwantowego kota z Cheshire, polegające na oddzieleniu cząstki elementarnej od jej właściwości fizycznych (np. spinu).  
Wraz z Popescu stworzył artykuł postulujący kwantowe naruszenie zasady szufladkowej, opierający się na klasycznej interpretacji mechaniki kwantowej.  
Współtwórca teorii słabych pomiarów polegającej na wykonywaniu dużej ilości niedokładnych pomiarów, bardzo słabo oddziałujących między badanym układem a urządzeniem pomiarowym, która nie zaburza znacznie badanego układu. Pionier idei wektorów dwustanowych.  
Członek National Academy of Sciences, Royal Society i American Physical Society, laureat Nagrody Izraela, Clarivite Citation Prize z fizyki oraz National Medal of Science.   